# Le Schtroumpfissime
Vous lisez un « article de qualité » labellisé en 2012.
Cet article concerne l'épisode. Pour l'album, voir Le Schtroumpfissime (album).
Le Schtroumpfissime est la neuvième histoire de la série Les Schtroumpfs de Peyo et Yvan Delporte. Elle est publiée pour la première fois de septembre 1964 (no 1378) à mai 1965 (no 1414) dans le journal Spirou, puis en 1965 dans le deuxième album de la série, également intitulé Le Schtroumpfissime, avec l'histoire Schtroumpfonie en ut. Elle met en scène le village des Schtroumpfs qui, pendant l'absence du Grand Schtroumpf, vote pour élire un chef. Une fois au pouvoir, le Schtroumpfissime met en place une dictature militaire, tandis que des Schtroumpfs rebelles luttent en secret contre lui.
Cette histoire est une critique féroce de la démocratie représentative, accusée de mettre au pouvoir les individus les plus démagogues, lesquels s'empressent de trahir le peuple une fois élus. L'humour y est très présent, notamment le comique de répétition du cadeau explosif du Schtroumpf farceur qui apparaît pour la première fois au cours de cette histoire et devient par la suite un élément récurrent de la série. Elle permet aussi d'introduire de nombreux personnages récurrents dans les histoires des Schtroumpfs qui suivront.

## Résumé
Le Grand Schtroumpf quitte le village des Schtroumpfs pour partir à la recherche de l'ingrédient qui lui manque pour terminer une potion. En son absence, les Schtroumpfs décident de voter pour élire un chef. Un Schtroumpf a l'idée de manipuler les autres pour remporter l'élection. Une fois au pouvoir, il se donne le titre de Schtroumpfissime et instaure petit à petit une véritable dictature. La tension monte dans le village, au point qu'un nombre croissant des Schtroumpfs fuient dans la forêt pour y installer un camp et organiser la lutte contre le Schtroumpfissime. Alors que le village, fortifié par son dictateur, est pris d'assaut par ses opposants, et que le Schtroumpfissime lui-même est encerclé, le Grand Schtroumpf revient. Sermonnant tous les Schtroumpfs, il fait revenir le village à une situation normale.

## Personnages
- Le Schtroumpfissime est un Schtroumpf comme les autres avant son élection à la tête du village. Il ne réapparaît pas dans les histoires ultérieures, reprenant probablement son rang de simple Schtroumpf[2], bien que son nom y soit mentionné à deux reprises, dans Les Schtroumpfs olympiques et Les Schtroumpfs de l'ordre.
- Le Schtroumpf à lunettes est un des personnages les plus en vue dans cette histoire. D'abord candidat moralisateur contre le futur Schtroumpfissime, il devient son premier soutien une fois les élections validées. Il ne cesse dès lors de changer de camp, jusqu'à finir en prison à partir de la vingt-deuxième planche, malgré un dernier retournement de veste désespéré au moment de son arrestation. Il passe le reste de l'histoire à penser que les Schtroumpfs rebelles vont venir le délivrer et le considérer comme un héros et un martyr, mais rien de tout cela n'arrive et sa libération n'est le fait de personne[3].
- Le Schtroumpf bêta, bien que n'étant jamais désigné sous ce nom au cours de l'histoire, fait plusieurs apparitions. Il est le seul à voter pour le Schtroumpf à lunettes lors des élections et rejoint ensuite les rebelles sans jamais comprendre complètement la situation. Pour une fois, il s'applique à faire exactement ce qui lui a été demandé par un autre Schtroumpf (en l'occurrence le futur Schtroumpfissime, qui, par machiavélisme, espérait que le bêta ferait le contraire).
- Le Grand Schtroumpf fait une courte apparition au début et à la fin de l'histoire, c'est son départ qui provoque la zizanie dans le village et son retour qui rétablit le calme[2].
- Le Schtroumpf grognon est dans le camp des rebelles opposés au Schtroumpfissime[2].
- Le Schtroumpf costaud est le chef de la garde personnelle du Schtroumpfissime. C'est sa première apparition dans la série[2].
- Le Schtroumpf farceur est emprisonné pour avoir offert un de ses cadeaux-surprises au Schtroumpfissime. Il devient ainsi pour les rebelles le symbole du despotisme et de l'arbitraire du nouveau chef des Schtroumpfs. C'est sa première apparition dans la série avec les cadeaux explosifs[2], mais sa seconde dans l'univers des Schtroumpfs.
- Le Schtroumpf musicien est nommé porte-parole du Schtroumpfissime après son élection, mais celui-ci l'oblige à jouer du tambour, ce qui ne le guérit pas de sa compulsion à jouer faux[2].
- Le Schtroumpf coquet, le Schtroumpf paresseux et le Schtroumpf gourmand font partie des Schtroumpfs abusés par les promesses du Schtroumpfissime.

## Historique

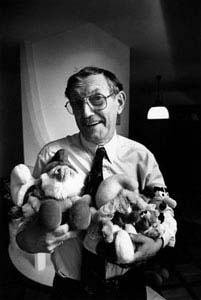
Peyo, l'auteur principal de l'histoire.

Quand débute la publication de l'histoire en 1964, Peyo travaille depuis douze ans pour les éditions Dupuis, dont il est un auteur de premier plan. Le succès est d'abord venu avec la série Johan et Pirlouit, dont il a déjà publié douze albums (sur les treize albums sortis de son vivant) et dans laquelle les Schtroumpfs font leur toute première apparition en 1958. Cependant, cette série n'est plus une priorité pour Peyo, qui ne se consacre bientôt plus qu'aux Schtroumpfs, du fait de leur grand succès. Les lutins bleus vivent leurs premières aventures à l'occasion de six mini-récits, puis dans deux histoires de vingt planches intitulées Le Schtroumpf volant et Schtroumpfonie en ut. Pour Le Schtroumpfissime, Peyo décide de changer de formule : il se lance pour la première fois dans une histoire des Schtroumpfs en quarante-quatre planches.
La publication de Le Schtroumpfissime débute dans le no 1378 du journal Spirou, daté du 10 septembre 1964. Mais outre Johan et Pirlouit et Les Schtroumpfs (qui l'occupent de plus en plus), il anime également les séries : Benoît Brisefer, Poussy et Jacky et Célestin. De plus, à cette période, le téléphone de Peyo ne cesse de sonner pour des commandes publicitaires, que l'auteur accepte pour la plupart. Il y consacre alors une grande partie de ses journées, délaissant ainsi l'élaboration de l'histoire elle-même. En effet, trop occupé par le marchandisage pendant la journée, c'est principalement en fin d'après-midi et le soir qu'il fait le crayonné du Schtroumpfissime et de ses autres séries. Pour faire face à cette importante charge de travail, Peyo a engagé toute une équipe (que l'on compara à un « petit studio ») qui l'aide dans ses différents projets. Et ce sont donc ces assistants qui prennent le relais du maître pour dessiner les décors, parfois jusqu'à deux ou trois heures du matin. Mais contrairement à d'autres dessinateurs, tel Jijé par exemple, les spécialistes comme Hugues Dayez ne considèrent pas que Peyo ait engagé des jeunes pour les former. Il témoigne lui-même qu'il attendait plutôt d'eux qu'ils l'aident et le fassent avancer dans son travail. Ainsi, quand un dessin ne convient pas, Peyo (seul maître et décisionnaire des choix artistiques) se contente de le signaler sans donner d'explications, laissant ses assistants devant le fait accompli et esseulés devant le travail à refaire,,,.
Cependant, en raison du retard qui s'accumule, Peyo est parfois contraint d'accepter des planches à contre-cœur. Cette surcharge de travail de Peyo et ses proches se ressent également dans la fréquence de parution de la série dans Spirou, qui passe rapidement de deux (rythme habituel des histoires à suivre du journal) à une planche par numéro. La publication s'achèvera enfin le 20 mai 1965, dans le no 1414 de Spirou,.

## L'équipe qui entourait Peyo

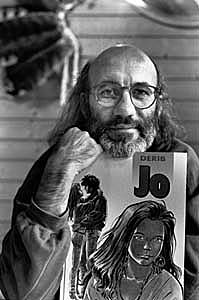
Derib, l'assistant de Peyo qui a contribué à l'histoire.

Installée au premier étage de la maison que Peyo a fait construire à l’avenue Boetendael, à Uccle, l'équipe d'assistants de Peyo est composée du Suisse Derib, engagé quelques mois auparavant pour l'aider spécifiquement sur les Schtroumpfs, François Walthéry, engagé l'année précédente sur conseil de Charles Dupuis, et Gos, un militaire qui travaille pour Peyo durant ses congés et ses fins de semaine. En complément, pour ce nouvel épisode des Schtroumpfs, le rédacteur en chef de Spirou, Yvan Delporte, participe à l'élaboration du scénario,,.
Le principal membre du studio à travailler sur Le Schtroumpfissime est Derib, qui encre les planches préalablement crayonnées par Peyo et dessine les décors. Il crée notamment lui-même le graphisme du palais du Schtroumpfissime. À l'occasion de cette collaboration, Derib tend, selon des spécialistes comme Hugues Dayez, à développer le trait spontané caractéristique de Peyo. En revanche, François Walthéry, qui a travaillé sur l'histoire précédente (Schtroumpfonie en ut), ne prend pas part à l'élaboration de cette histoire. En effet, Peyo estime qu'il ne parvint pas à dessiner correctement l'univers des Schtroumpfs, et l'oriente donc vers la série Jacky et Célestin. Au moment de la réalisation de l'épisode, l'équipe de Peyo tente également de redessiner entièrement l'histoire Le Lutin du Bois aux Roches de la série Johan et Pirlouit, qui date de 1955, mais les essais ne sont pas concluants et Peyo juge que Derib peut maintenant se concentrer uniquement sur Le Schtroumpfissime,,.
Delporte quant à lui n'est crédité que dans la page de garde de l'album : son nom n'apparaît ni lors de la publication dans l'hebdomadaire, ni sur la couverture de l'album. En effet, il ne souhaite pas mettre en avant son travail de scénariste depuis qu'il a eu bruit d'une rumeur, courant dans les couloirs de la rédaction, selon laquelle la condition sine qua non pour être publié dans Spirou serait d'être scénarisé par lui. Jusqu'alors, Yvan Delporte écrivait un scénario pour chaque dessinateur qui lui en demandait un, mais à partir de maintenant, il ne se limitera qu'à l'écriture de scénarios pour ses proches, dont Peyo faisait partie. D'après l'analyse de Hugues Dayez, la patte d'Yvan Delporte se ressent fortement dans la manière dont l'autorité est malmenée à travers les nombreux gags ayant pour thème le pouvoir, notamment planche neuf. Pour l'élaboration du scénario, Delporte se rend régulièrement au studio pour des séances de « remue-méninges » (ou brainstorming) qui, d'après les témoignages, sont ponctués par de nombreux éclats de rire. Cependant, le travail entre les deux coscénaristes est très structuré : Peyo et Delporte discutent de l'histoire, le premier réalise des croquis durant cette séance et le second prend des notes. Ensuite, le soir, Yvan Delporte écrit le scénario du Schtroumpfissime à partir de ce qui a été dit durant la séance. En cas de désaccord entre les deux auteurs, c'est toujours Peyo qui a le dernier mot et Yvan Delporte est parfois amené à réécrire plusieurs fois un texte s'il ne plaît pas à son complice,,.
À l'intérieur de la maison d'Uccle, le bureau de Peyo se trouve dans la première pièce et dans la deuxième, bien plus grande, sont installées les tables à dessin de ses assistants. Il n'était par ailleurs pas rare de voir Yvan Delporte s'allonger entre les tables au milieu de la pièce, fumant une cigarette et fixant le plafond pour mieux réfléchir à l'épisode en cours.

## Analyse

### Humour
C'est dans cette histoire qu'apparaissent pour la première fois, à la planche cinq, les cadeaux explosifs du Schtroumpf farceur qui deviennent rapidement l'un des comiques de répétition les plus connus de la série. Dans cette histoire sont moqués la politique et le pouvoir ; ainsi, dans la planche sept, ce sont les discours démagogiques des candidats aux élections qui sont parodiés. En deux cases et en langage schtroumpf, l'ensemble des phrases toutes faites des politiciens est passé en revue par le futur Schtroumpfissime. Dans la planche no 13, c'est l'opportunisme qui est brocardé à travers le personnage du Schtroumpf à lunettes qui, après s'être présenté à l'élection contre le Schtroumpfissime, devient son allié le plus fidèle. À partir de la planche vingt-deux, il devient l'objet d'un gag récurrent : emprisonné, le Schtroumpf à lunettes attend sa libération par les rebelles, qui sera involontaire. Les auteurs font de temps en temps un point avec une ou deux cases le montrant dans sa cellule, n'hésitant pas à interrompre une action en cours pour susciter un contraste comique avec cette situation qui n'évolue pas.

### Influence
Il est fort probable que les auteurs ont été influencés par les Looney Tunes des studios Warner Bros. pour créer les cadeaux explosifs du Schtroumpf farceur. Dans les courts métrages d'animation de Bugs Bunny ou Bip Bip et Coyote les pièges explosifs sont extrêmement nombreux. Les Aventures de Tintin sont sans doute l'autre source d'inspiration de Peyo, qui a avoué à plusieurs reprises être un grand lecteur d'Hergé. Ici, les cigares explosifs d'Abdallah dans Tintin au pays de l'or noir annoncent les cadeaux du Schtroumpf farceur. Autre influence directe, la réunion secrète de la planche dix-neuf avec celle présente dans l'histoire Les Cigares du pharaon, mais si celle d'Hergé est sérieuse et grave, celle de Peyo est entrecoupée de gags avec un Schtroumpf à lunettes reconnaissable malgré son masque et un autre Schtroumpf qui ne comprend rien et pose des questions sans rapport avec la situation.
Le thème de la campagne électorale a été traité quelques années auparavant en 1958 par Morris et René Goscinny dans l'histoire Lucky Luke contre Joss Jamon, où Lucky Luke affronte électoralement la bande de Joss Jamon dans la ville de Frontier City. Le Schtroumpfissime présente des similitudes avec cette histoire. Ainsi, une scène est commune aux deux récits : celle des meetings entre les deux candidats dont l'un est bondé (celui de Joss Jamon et du futur Schtroumpfissime, le premier contraignant les habitants par la force et l'autre promettant du jus de framboise) alors qu'une seule personne assiste à l'autre (celui de Lucky Luke et celui du Schtroumpf à lunettes). Pour permettre l'effet comique, les planches des deux histoires sont découpées et cadrées en contre-plongée de la même façon.
Les rebelles dans la forêt sont inspirés par Robin des Bois et sa bande cachée dans la forêt de Sherwood. Dans la planche vingt-six, un Schtroumpf rebelle guette dans un arbre l'arrivée des hommes du Schtroumpfissime. Ceci est un clin d'œil au film Les Aventures de Robin des Bois sorti en 1946 en Belgique, où les compagnons de Robin des Bois, Petit Jean et Frère Tuck, guettent le Shérif de Nottingham et ses troupes. Peyo avoue plus tard avoir vu ce film dans sa jeunesse et en avoir été « durablement marqué ».
Peyo s'inspire aussi de ses propres créations. Ainsi, la planche vingt-huit qui voit les gardes du Schtroumpfissime suivre des panneaux indiquant que le camp rebelle n'est pas dans la direction indiquée est une réminiscence de l'histoire Le Voleur de Schtroumpfs, parue en 1959. Dans cette histoire, des schtroumpfs suivent des panneaux indiquant un champ de salsepareille qui est en fait un piège de Gargamel. Dans Le Schtroumpfissime, le gag varie et les panneaux indiquent de ne pas les suivre, mais par contradiction, les gardes et le Schtroumpfissime les suivent et tombent dans le piège des rebelles puisqu'ils mènent directement dans un ruisseau avec un dernier panneau où il est marqué « On vous avait prévenus. HA ! HA ! HA ! » Cette péripétie est aussi inspirée par les courts-métrages animés de Disney avec Donald Duck ou Dingo. Il n'est par rare que Peyo loue des dessins animés pour les diffuser dans son atelier. De même, durant la bataille finale, on peut voir un schtroumpf mordant un autre schtroumpf, de la même manière que dans Les Schtroumpfs noirs.
Peyo rend hommage à Pierre Cambronne en utilisant un « Schtroumpf ! » comme réponse lancée par le Schtroumpfissime à une injonction de se rendre.

### Une œuvre anti-démocratique?
Dans son Petit livre bleu, paru en 2011, l'auteur Antoine Buéno tente d'analyser la société des Schtroumpfs en la comparant notamment avec l'Allemagne nazie et l'URSS stalinienne. L'histoire Le Schtroumpfissime est citée en exemple pour démontrer le caractère anti-démocratique, voire totalitaire, du régime schtroumpf.
Le personnage du Schtroumpfissime, pour être élu, fait des promesses plus démagogiques les unes que les autres, adaptées à son interlocuteur — commande de gâteaux au Schtroumpf gourmand ou réduction du temps de travail au Schtroumpf paresseux —, et se fait du coup élire avec la quasi-unanimité des voix ; il ne manque que celles de son adversaire, le Schtroumpf à lunettes, et du Schtroumpf bêta, qui a résisté à la psychologie inversée du Schtroumpfissime. Une fois au pouvoir, il réduit le peuple en esclavage pour son seul profit — la construction de son palais — et fonde une garde pour maintenir l'ordre et traquer les rebelles cachés dans la forêt. Finalement, il faut le retour du Grand Schtroumpf pour arrêter cette mascarade et rétablir la société schtroumpf.
La morale serait donc que l'élection met au pouvoir les pires dictateurs, ceux qui savent le mieux manipuler le peuple pour obtenir la majorité des voix et finalement les exploiter. Seul le pouvoir absolu d'un vieux chef, en l'occurrence le Grand Schtroumpf, dont la légitimité semble être due à son âge, est capable de maintenir l'ordre dans la société que prônerait Peyo.
Dès sa sortie, le livre de Buéno est très fortement critiqué : on regrette par exemple les « méthodes pseudo-scientifiques » qu'il utilise et une mise en perspective de l'œuvre de Peyo hors de son contexte de production.

### Style

#### Graphisme
D'après les spécialistes, tels Hugues Dayez, une des particularités du dessin de Peyo est la présence de grandes scènes de bataille extrêmement détaillées. Déjà lorsqu'il travaillait sur Johan et Pirlouit, plusieurs des histoires (notamment Le Châtiment de Basenhau ou La Guerre des sept fontaines) prenaient fin sur des scènes de bataille. Peyo dira d'ailleurs à ce sujet : « Si l'on ne comprend pas une page au premier coup d'œil, ça ne sert à rien de la dessiner ! » Dans Le Schtroumpfissime, la scène de bataille a lieu à la planche trente-sept, lorsque les rebelles attaquent le camp du Schtroumpfissime. Cependant, les scènes de ce genre se feront de plus en plus rares par la suite dans l'œuvre de Peyo. Il les trouvait effectivement de plus en plus longues à dessiner.
L'auteur aime placer le lecteur dans la situation d'un spectateur dans une salle de théâtre. La perspective de l'histoire est donc au ras du sol, le bord de la case faisant office de sol pour les personnages. Les objets (bâtiments, arbres) y sont ajoutés de sorte à donner une profondeur de champ. Il s'agit de la prise de vue que Peyo préfère et utilise le plus souvent dans ses histoires. Pour rendre la perspective et ajouter les décors, ses assistants procèdent de la même manière que lui, c'est-à-dire à main levée, sans aucune précaution préalable quant à la construction graphique de la case.

#### Narration
Pour les amateurs de l'auteur, notamment Hugues Dayez, l'un des principaux talents narratifs de Peyo (que l'on retrouve tout au long de son œuvre) consiste à ce que les scènes d'action soient pleines de gags subtils qui ne coupent cependant pas la fluidité de l'histoire. Ainsi, par exemple, lors du passage de la fuite (planche 21) : le Schtroumpf farceur, qui vient d'être libéré par les rebelles, trouve le moyen d'offrir l'un de ses cadeaux à un rebelle, bien qu'ils soient en pleine course-poursuite pour échapper aux gardes du Schtroumpfissime. De la même manière, le Schtroumpf à lunettes qui tente de fuir le régime du Schtroumpfissime en s'échappant à pied, trébuche et est fait prisonnier par les gardes. Il retourne alors une nouvelle fois sa veste en faveur du Schtroumpfissime. Le rythme de l'action reste soutenu, et l'on peut tout de même apprécier toute la subtilité de cet apologue, sous forme, en l'occurrence, de comique de répétition.
Chaque fin de planche est agrémentée d'un « mini-suspense » (ou cliffhanger) pour inciter le lecteur à acheter le Spirou de la semaine suivante. On considère que Peyo excelle dans cet exercice, souvent décrié et non exploité par d'autres auteurs. Ainsi, on peut en repérer de très explicites tout au long de l'épisode, le plus remarquable étant le cri « Arrêtez ! » surgi au bas de la planche trente-huit, qui obligeait le lecteur du journal à attendre une semaine pour découvrir par qui il était prononcé, le lecteur de l'album n'ayant, quant à lui, qu'à tourner la page pour le savoir.
Depuis que Peyo a abandonné les mini-récits pour le format long, ses collaborateurs et lui-même ont choisi de découper les planches en cinq bandes composées de petites cases, permettant ainsi de créer des planches plus denses. Dans cette histoire, l'efficacité du découpage est particulièrement apparente dans la planche numéro neuf : il s'agit en fait de cinq gags sous forme de strips ayant pour thème l'organisation et la tenue de l'élection.
Quelques années plus tard, Peyo inscrit une référence à cette aventure des Schtroumpfs dans sa série Johan et Pirlouit. Un ingrédient que le Grand Schtroumpf nomme « schtroumpfapiperium » dans la planche 1 du Schtroumpfissime (1964) se voit employé par l'enchanteur Homnibus, dans les planches 38 et 43 du Sortilège de Maltrochu (1969), sous son appellation humaine de « prutapipérium ».

## Publication

### Revues
L'histoire est annoncée dans le no 1377 du journal Spirou du 3 septembre 1964, avec une double page qui représente les différents caractères des Schtroumpfs. Cette page est rééditée sous forme de poster par la suite. Les deux premières planches du Schtroumpfissime paraissent dans le no 1378, daté du 10 septembre 1964, dont la couverture n'est cependant pas consacrée aux Schtroumpfs, mais à La Patrouille des Castors de Mitacq.
À cette époque, la moitié des pages du journal sont en couleur et l'autre en noir et blanc rehaussé de rose et de gris. Les séries vedettes ne sont pas favorisées, et un roulement hebdomadaire permet d'éviter que ce soit toujours les mêmes séries qui paraissent en couleur. Ainsi, et bien que le rédacteur en chef Yvan Delporte en soit le scénariste, Le Schtroumpfissime parait au gré des semaines en couleur ou en noir et blanc.
Dans le no 1388 du 19 novembre 1964 paraît une publicité pour les chocolateries Kwatta en lien avec l'histoire. Il s'agit d'un grand dessin représentant le personnage du Schtroumpfissime en train de rêver qu'il se fait servir du chocolat par les autres Schtroumpfs réduits au rang de serviteurs.
La publication de l'histoire est lente, au rythme d'une planche hebdomadaire à partir de la quatrième semaine, alors que la plupart des autres séries paraissent au rythme de deux planches par semaine. Malgré l'aide de ses assistants, Peyo dessine lentement et laborieusement, et il lui faut donc plus de temps pour produire une planche que pour un autre dessinateur. En outre, il travaille beaucoup (parfois jusqu'à trois heures par jour) sur le marchandisage des Schtroumpfs.
Au cours de la publication de l'histoire, la série fait pour la première fois la couverture du numéro spécial Noël de l'hebdomadaire, preuve de sa nouvelle notoriété. Le 17 décembre 1964, Les Schtroumpfs font donc la couverture du no 1392 avec un grand dessin dépliant en trois volets sur papier glacé, représentant une forêt enneigée où des Schtroumpfs sont en train de jouer. Pour l'occasion, Peyo se fait aider par Michel Matagne, qui est d'ailleurs le seul à signer cette illustration. Cette collaboration est due au fait que Peyo ne maîtrise pas les couleurs comme il le souhaiterait. La série apparaît à nouveau en couverture du no 1398 du 28 janvier 1965, avec un dessin de Roba qui chaque semaine s'occupe du dessin présent dans la partie supérieure de la couverture, la moitié inférieure étant occupée par un gag de la série Gaston. Pour l'occasion, Roba dessine un Schtroumpf rebelle qui affirme « Il se schtroumpfe quelque chose au village schtroumpf ! », invitant le lecteur à lire la page trois. Dans ce même numéro, parait aussi le référendum des lecteurs où le lecteur est invité à juger les séries du journal, dont Les Schtroumpfs. L'histoire fait pour la troisième et dernière fois la couverture de Spirou dans le no 1405 du 18 mars 1965, à nouveau avec un dessin de Roba. On y voit un Schtroumpf s'enfuir de profil, après avoir peint sur un mur de brique, en capitales noires : « À bas le Schtroumpfissime ! »
En 2006, Le Schtroumpfissime est republié dans le journal Spirou, du no 3539 au no 3546. Pour l'occasion, la série fait la couverture du no 3539 avec un dessin de Peyo.
| Planche | Numéro | Page     | Date              |
| ------- | ------ | -------- | ----------------- |
| 1 et 2  | 1378   | 46 et 47 | 10 septembre 1964 |
| 3 et 4  | 1379   | 42 et 43 | 17 septembre 1964 |
| 5 et 6  | 1380   | 18 et 19 | 24 septembre 1964 |
| 7       | 1381   | 24       | 1er octobre 1964  |
| 8       | 1382   | 50       | 8 octobre 1964    |
| 9       | 1383   | 6        | 15 octobre 1964   |
| 10      | 1384   | 50       | 22 octobre 1964   |
| 11      | 1385   | 50       | 29 octobre 1964   |
| 12      | 1386   | 3        | 5 novembre 1964   |
| 13      | 1387   | 51       | 12 novembre 1964  |
| 14      | 1388   | 50       | 19 novembre 1964  |
| 15      | 1389   | 52       | 26 novembre 1964  |
| 16      | 1390   | 50       | 3 décembre 1964   |
| 17      | 1391   | 47       | 10 décembre 1964  |
| 18      | 1392   | 4        | 17 décembre 1964  |
| 19      | 1393   | 3        | 24 décembre 1964  |
| 20      | 1394   | 3        | 31 décembre 1964  |
| 21      | 1395   | 50       | 7 janvier 1965    |
| 22      | 1396   | 50       | 14 janvier 1965   |
| 23      | 1397   | 3        | 21 janvier 1965   |
| 24      | 1398   | 3        | 28 janvier 1965   |
| 25      | 1399   | 3        | 4 février 1965    |
| 26      | 1400   | 46       | 11 février 1965   |
| 27      | 1401   | 50       | 18 février 1965   |
| 28      | 1402   | 29       | 25 février 1965   |
| 29      | 1403   | 2        | 4 mars 1965       |
| 30      | 1404   | 50       | 11 mars 1965      |
| 31      | 1405   | 50       | 18 mars 1965      |
| 32      | 1406   | 50       | 25 mars 1965      |
| 33      | 1407   | 50       | 1er avril 1965    |
| 34      | 1408   | 9        | 8 avril 1965      |
| 35      | 1409   | 50       | 15 avril 1965     |
| 36      | 1410   | 50       | 22 avril 1965     |
| 37      | 1411   | 50       | 29 avril 1965     |
| 38      | 1412   | 50       | 6 mai 1965        |
| 39      | 1413   | 50       | 13 mai 1965       |
| 40      | 1414   | 3        | 20 mai 1965       |

### Albums
L'histoire Le Schtroumpfissime est publiée en 1965 en compagnie de l'histoire Schtroumpfonie en ut dans l'album Le Schtroumpfissime. Il s'agit d'un album cartonné, signe de la popularité des Schtroumpfs. Cet album connaît plusieurs rééditions en 1973, 1983, 1993 et 2002, sans toutefois connaître de changement important entre les différentes éditions.
Total sort une version publicitaire de l'histoire en 1972, puis en 2010 dans la collection « L'Été des BD ». En 1988, les éditions France Loisirs sortent un album double contenant notamment Le Schtroumpfissime. En 1993, l'histoire est publiée en format de poche dans la collection Pocket B.D. des éditions Dargaud. Un album contenant Le Schtroumpfissime est publié en 2009 dans La Collection Schtroumpfs des éditions Sep Cobra. Une édition commentée par Hugues Dayez paraît en 2011.

### Intégrales
Dans les années 1980, les éditions Rombaldi sortent une intégrale nommée Tout Peyo. L'histoire Le Schtroumpfissime est publiée dans le premier tome, sorti en 1986, avec les histoires Les Schtroumpfs noirs, Le Schtroumpf volant, Le Voleur de Schtroumpfs, Schtroumpfonie en ut et La Faim des Schtroumpfs.

### Traductions
Le Schtroumpfissime a connu plusieurs traductions en album à partir des années 1970. Ces traductions reprennent généralement le format de l'album original (incluant donc également l'histoire Schtroumpfonie en ut), ainsi que la couverture. Les premières éditions étrangères sortent en 1972 en danois, en néerlandais et en suédois. Elles sont suivies par les traductions anglaise (1977), allemande (1979), italienne (1979), espagnole (1982) et polonaise (1990). L'album est également paru dans des langues plus éloignées géographiquement comme le vietnamien et le chinois, deux traductions sorties en 1996. Enfin, la traduction catalane est parue en 2006.
| Langue            | Titre(s)                                                                   | Année          |
| ----------------- | -------------------------------------------------------------------------- | -------------- |
| Allemand          | Schlumpfissimus, König der Schlümpfe König Schlumpf Der geschlumpfte König | 1979 2001 2008 |
| Anglais           | King Smurf                                                                 | 1977           |
| Asturien          | L'estrunfísimu                                                             | 2024           |
| Catalan           | El Senyor de Barrufet                                                      | 2006           |
| Chinois cantonais | 《藍精靈大王》 (Hong-Kong)                                                 | 1996           |
| Chinois mandarin  | 《精灵王》 (Chine Continentale) 《誰是國王？》 (Taïwan)                    | 1996           |
| Danois            | Snøvs den Store                                                            | 1972           |
| Espagnol          | El pitufisimo El rey pitufo                                                | 1982 1999      |
| Italien           | Il Puffissimo Il re Puffo                                                  | 1979 2007      |
| Japonais          | キングスマーフ                                                             |                |
| Néerlandais       | De Smurführer                                                              | 1972           |
| Polonais          | Smerf Naczelnik Smerf dyktator                                             | 1990 2007      |
| Suédois           | Smurfrik Den Store Supersmurfen                                            | 1972 1977      |
| Vietnamien        | Điện Hạ                                                                    | 1996           |

### Chiffres de vente
Les éditions Dupuis ne communiquent pas leurs chiffres de vente, mais Philippe Brun, dans Histoire de Spirou et des publications Dupuis, révèle que, au 31 décembre 1980, les vingt-trois albums de Johan et Pirlouit et des Schtroumpfs ont été vendus à 6 186 000 exemplaires, soit 268 956 exemplaires vendus pour chaque tome de la série en moyenne. Il s'agit de la quatrième meilleure vente de la maison d’édition.

## Adaptation
À partir de septembre 1981, Les Schtroumpfs sont adaptés en dessins animés par les studios américains Hanna-Barbera Productions. Le huitième épisode de cette série est une adaptation du Schtroumpfissime. Pour l'occasion, le scénario est modifié : le Schtroumpf à lunettes prend le rôle du Schtroumpfissime, et de ce fait, tous les gags le concernant sont supprimés. Le scénariste, Chuck Menville, préfère garder la trame générale de l'histoire et quelques gags, notamment les cadeaux explosifs, plutôt que réaliser une adaptation fidèle en gardant toute la critique sur la démocratie élective. Ainsi, la campagne électorale du début de l'histoire passe à la trappe. Cette simplification s'explique par le fait que la série vise un très jeune public (elle est diffusée le samedi matin très tôt sur la chaîne NBC) et les décideurs américains craignent qu'ils ne comprennent pas le second degré de la satire politique.

## Reconnaissance

### Critiques
La parution, en 2011, de l'édition commentée du Schtroumpfissime par Hugues Dayez a donné lieu à de nombreuses chroniques et critiques sur l'histoire. La plupart des analystes font l'éloge de l'album de Peyo et Delporte, parlent à son sujet de « chef-d'œuvre » (Actua BD) et considèrent l'épisode comme « l'un des meilleurs albums de la série » (La Libre Belgique),. D'autres, le situant par rapport à l'histoire de la bande dessinée franco-belge, décrivent Le Schtroumpfissime comme « l'une des meilleures fables politiques de la bande dessinée pour enfant » (Du9). Tous apprécient la manière dont Peyo et ses collaborateurs ont, par le biais de l'humour, dénoncé l'opportunisme et la dictature, en montrant que celle-ci pouvait être issue d'une élection démocratique. Ainsi, le site Internet Actua BD salue « la fameuse allocution du Schtroumpfissime-candidat, usant et abusant du langage “schtroumpf” pour prononcer un discours que chacun peut comprendre à sa convenance », ajoutant qu'« à travers la futilité et l’hypocrisie du programme électoral c’est en fait la versatilité des électeurs que Peyo brocarde ». Pour Sceneario.com, cette histoire est « une satire efficace et humoristique de la tyrannie, de l'abus de pouvoir, et des fausses promesses électorales ». Enfin Auracan.com considère Le Schtroumpfissime comme une « condamnation franche et totale de la dictature ».

### Hommages
De nombreux auteurs de bande dessinée ont déclaré avoir été influencés par Le Schtroumpfissime. Ainsi Lewis Trondheim l'apprécie pour sa façon de « désacraliser le pouvoir », son « impertinence » et son « humour ». Le scénariste Zidrou le considère comme un « chef-d'œuvre absolu » et comme « l'un des meilleurs bouquins politiques du vingtième siècle ».
Le caricaturiste Plantu représente en mai 2007 Nicolas Sarkozy en Schtroumpfissime à la suite de sa victoire à l'élection présidentielle française de 2007.